# Gavin Schmitt
Gavin Charles Schmitt (27 de janeiro de 1986) é um voleibolista profissional canadense.

## Carreira
Gavin Schmitt é membro da seleção canadense de voleibol masculino. Em 2016, representou seu país nos Jogos Olímpicos de Verão no Rio de Janeiro, que ficou em sexto lugar.